# Restriction volontaire d'exportation
Une restriction volontaire d'exportation (RVE) est une mesure bilatérale qui fixe un quota d’exportation de produits spécifiques depuis le pays exportateur vers le pays importateur. Cependant, cette mesure protectionniste est en général initiée sous pression du pays importateur mais permet d’éviter des représailles économiques.
Ces mesures apparaissent pour protéger les industries du pays importateur des pressions exercées par les entreprises étrangères. Elles permettent de protéger le pays exportateur de droits de douane unilatéralement imposés par le pays importateur.
En 1994, la modification de l’Accord général sur les tarifs douaniers et le commerce du GATT (ancêtre de l’OMC) interdit le les RVE.

## Généralités
Les RVE s’insèrent dans le développement de nouvelles pratiques du protectionnisme, faisant partie de mesures non tarifaires. En effet, les accords multilatéraux du GATT à partir de 1945 ont diminué largement les droits de douane et limité l’éventail des mesures de protectionnisme possibles.Ces mesures permettent à un pays de se protéger de la concurrence d’un pays plus compétitif sur un produit précis. Contrairement aux mesures protectionnistes usuelles, qui augmentent le prix pour diminuer la demande, les RVE s'appuient sur une limitation de l’offre.
Suivant les théories économiques, la limitation de l’offre internationale va augmenter le prix du bien dans le pays importateur, ce qui va stimuler les acteurs locaux, les inciter à produire et développer l’industrie du pays. Cependant, cette hausse des prix va également profiter au entreprises exportatrice, qui peuvent vendre plus cher. C’est dans ce sens que la restriction peut être vue comme volontaire, car elle s’accompagne d’une augmentation du bénéfice unitaire. L’entreprise exportatrice va donc avoir un effet prix positif et un effet volume négatif.
Les consommateurs sont usuellement considérés comme ceux qui subissent ce type de mesure : l'offre diminue, les prix augmente et les choix disponibles sont limités.
Par ailleurs, dans un contexte d'économies mondialisées, la restriction bilatérale de l'importation ne fonctionne pas toujours et provoque des distorsions de marché, qui peuvent limiter l'efficacité de ces mesures.